# 밀양 최씨
밀양 최씨(密陽 崔氏)는 경상북도 밀양시를 본관으로 하는 한국의 성씨이다.

## 역사
시조 최익대(崔益大)는 조선에서 절충장군(折衝將軍)으로 용양위부호군(龍 衛副護軍)을 지냈으며, 당파싸움에 휘말려  잠적하며 지내다가 영조가 즉위하자 사면되었다.

## 참고 자료
- “밀양최씨(密陽崔氏)”. 뿌리를 찾아서.[깨진 링크(과거 내용 찾기)]